# 워너 브라더스 스튜디오 리브즈든

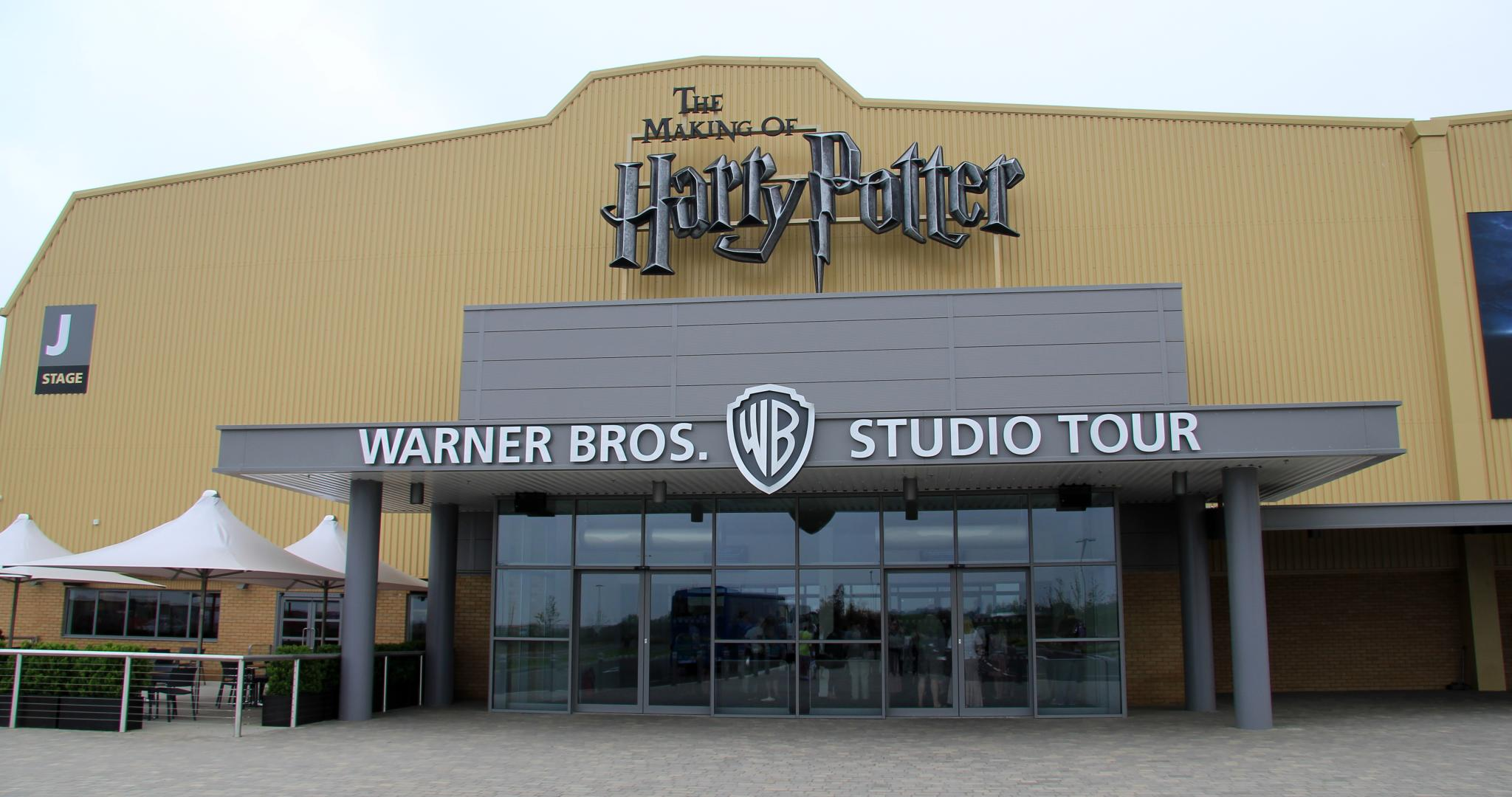
워너 브라더스 스튜디오 리브즈든 입구

워너 브라더스 스튜디오 리브즈든(영어: Warner Bros. Studios, Leavesden)은 영국의 영화 스튜디오이다.

## 제작
제작한 영화는 다음을 포함한다:
| - 007 골든 아이 (1995) - 모탈 컴뱃 2 (1997) - 스타워즈 에피소드 1: 보이지 않는 위험 (1999) - 슬리피 할로우 (1999) - Onegin (1999) - An Ideal Husband (1999) - 해리 포터와 마법사의 돌 (2001) - 해리 포터와 비밀의 방 (2002) - 007 어나더데이 (2002) - 해리 포터와 아즈카반의 죄수 (2004) - 해리 포터와 불의 잔 (2005) - 해리 포터와 불사조 기사단 (2007) - 스위니 토드: 어느 잔혹한 이발사 이야기 (2007) - 다크 나이트 (2008) - 해리 포터와 혼혈 왕자 (2009) - 셜록 홈즈 (2009) - 인셉션 (2010) - 해리 포터와 죽음의 성물 1부 (2010) - 셜록 홈즈: 그림자 게임 (2011) - 해리 포터와 죽음의 성물 2부 (2011) - 인비저블 우먼 (2013) - 엣지 오브 투모로우 (2014) - 잭 라이언: 코드네임 쉐도우 (2014) - 300: 제국의 부활 (2014) | - 패딩턴 (2014) - 주피터 어센딩 (2015) - 킹스맨: 시크릿 에이전트 (2015) - 맨 프롬 UNCLE (2015) - 하트 오브 더 씨 (2015) - 팬 (2015) - 미션 임파서블: 로그네이션 (2015) - 레전드 오브 타잔 (2016) - 제이슨 본 (2016) - 신비한 동물사전 (2016) - 에이리언: 커버넌트 (2017) - 킹 아서: 제왕의 검 (2017) - 원더우먼 (2017) - 미이라 (2017) - 킹스맨: 골든 서클 (2017) - 다키스트 아워 (2017) - 패딩턴 2 (2017) - 저스티스 리그 (2017) - 툼 레이더 (2018) - 레디 플레이어 원 (2018) - 신비한 동물들과 그린델왈드의 범죄 (2018) - Overlord (2018) - 원더우먼 2 (2019) - 베놈 2: 렛 데어 비 카니지 (2020) |

## 같이 보기
- 워너 브라더스 스튜디오 투어 런던 – 더 메이킹 오브 해리 포터
- 워너 브라더스
- 위저딩 월드 오브 해리 포터